# Karol X Gustaw w walce z Tatarami w bitwie pod Warszawą 1656 roku
Karol X Gustaw w walce z Tatarami w bitwie pod Warszawą 1656 roku – obraz olejny namalowany przez niemieckiego malarza Johana Filipa Lemke w 1684 na zamówienie króla Szwecji Karola XI, znajdujący się w zbiorach Muzeum Wojska Polskiego w Warszawie.

## Opis
Johan Filip Lemke stworzył serię obrazów batalistycznych na zlecenie dworu szwedzkiego, na który przybył około 1683. Obraz przedstawia jeden z epizodów trzydniowej bitwy pod Warszawą stoczonej w lipcu 1656 podczas II wojny północnej, a uściślając wydarzenia, które miało miejsce drugiego dnia tej bitwy, to jest 29 lipca. Tego dnia zgodnie z planem Tatarzy mieli obejść armię brandenbursko-szwedzką i uderzyć na nią od tyłu, podczas gdy od czoła miały zaatakować wojska Rzeczypospolitej. W godzinach popołudniowych obóz szwedzko-brandenburski zaatakowali Tatarzy. Król Szwecji Karol X Gustaw zmuszony został do rzucenia przeciwko nim kilku regimentów rajtarii pod wodzą feldmarszałka Gustafa Horna. Sam również najprawdopodobniej brał udział w potyczce prowadząc do ataku jeden z kornetów. Wówczas to mogło dojść do sytuacji przedstawionej na obrazie.
Zgodnie z przekazem Karol X Gustaw wraz ze swoim adiutantem kapitanem Transfeldem stawili czoło siedmiu Tatarom, z czego czterech zabił król Szwecji. Na pierwszym planie na ziemi leżą dwaj Tatarzy a Karol X Gustaw broni się szpadą przeciwko Tatarowi godzącemu w niego bronią drzewcową. Po prawej stronie przedstawiony jest Tatar z obnażoną szablą i pojedynczym skrzydłem na plecach. Wszyscy Tatarzy nie posiadają uzbrojenia ochronnego i ubrani są w stylu wschodnim. Po lewej widać nadjeżdżającego szwedzkiego oficera z żołnierzami, którzy włącznie z królem noszą charakterystyczny ubiór typowy dla Europy Zachodniej z widocznymi koletami. W głębi płótna widoczni są Tatarzy strzelający z łuków i szarżujący na nich rajtarzy.